# 不二越病院
不二越病院（ふじこしびょういん）は、富山県富山市にある医療機関。株式会社不二越が経営する企業立病院である。

## 歴史
1934年（昭和9年）、株式会社不二越の創業者である井村荒喜が、不二越鋼材工業株式会社の職域診療室として開設したのが始まりである。
1940年（昭和15年）4月21日、内科・外科・眼科・耳鼻咽喉科・歯科の5診療科からなる不二越病院に改称、整備。
1942年、富山市西長江に敷地52,140m2、延床10,420m2の病棟を新築し、総合病院化される。
終戦後の1951年（昭和26年）4月1日にGHQ、県からの要請で富山県に病院を移管、名称も富山県立中央病院に改称。
その後1958年（昭和33年）に不二越の横に不二越病院を再開設、その後移転などを経て現在に至る。

## 交通アクセス

### 乗用車利用
- 富山駅より、乗用車もしくは、タクシーで約15分
- 富山空港より、乗用車もしくは、タクシーで約20分
- 富山ICより、乗用車もしくは、タクシーで約20分

### 富山駅から公共交通機関利用
- 富山地方鉄道（不二越線）不二越駅下車　徒歩7分
- 富山地方鉄道バス64系統流杉病院行、65・66系統大場・西の番行　不二越正門前　徒歩1分